# BTV Media Group
Die bTV Media Group betreibt in Bulgarien werbefinanzierte und Abonnenten-Fernsehsender bzw. -programme, Hörfunksender und Internetseiten. Die Reichweite der Programme beträgt fast 100 % der bulgarischen Bevölkerung. Die Sender erreichten 2011 einen gemeinsamen Marktanteil zwischen 42,6 und 49,8 %.
2011 erzielte die bTV Media Group Werbeeinnahmen von 125 Millionen US-Dollar bei den Fernsehsendern und 22 Millionen US-Dollar auf den Internetseiten.

## Geschichte
Seit der Übernahme der Anteile von der News Corporation an der Balkan News Corporation und der Anteile von Top Tone Media Holding und Krassimir Gergow an bTV Action (ehemals PRO.BG) und Ring.BG (ehemals Ring TV) gehörte die bTV Media Group zu 94 % zu Central European Media Enterprises und zu sechs Prozent der Top Tone Media Holding. Im Dezember 2011 kündigte die Top Tone Media Holding an, ihren Anteil an der bTV Media Group auf zehn Prozent zu erhöhen.

## Sender
Zur bTV Media Group gehören
| TV                                                                | Hörfunk                                                            |
| ----------------------------------------------------------------- | ------------------------------------------------------------------ |
| - bTV - bTV Action - bTV Cinema - bTV Comedy - bTV Lady - Ring.BG | - bTV Radio - Z-Rock - N-Joy - Classic FM - Jazz FM - Melody Radio |